# کوین ویمر
کوین ویمر (آلمانی: Kevin Wimmer؛ زادهٔ ۱۵ نوامبر ۱۹۹۲) بازیکن فوتبال اهل اتریش است.
از باشگاه‌هایی که در آن بازی کرده‌است می‌توان به کلن، تاتنهام هاتسپر، استوک سیتی و هانوفر ۹۶ اشاره کرد.
وی همچنین در تیم ملی فوتبال اتریش بازی کرده‌است.